# Царевоселски манастир
Царевоселският манастир „Света Богородица Балаклия“ (на македонска литературна норма: Делчевски манастир „Света Богородица Балаклија“) е православен манастир, разположен край град Царево село (Делчево), източната част на Северна Македония. Част е от Царевоселско-Каменишката епархия на Македонската православна църква – Охридска архиепископия.
Манастирът е изграден в 1915 година от слаб материал. На 6 юни 1999 година е осветен и поставен нов темелен камък от митрополит Стефан Брегалнишки и манастирът е изграден наново изоснови. Църквата е осветена на 19 септември 1999 година от митрополит Стефан Брегалнишки. Иконите и живописта на манастира са от зографа Драган Ристески от Охрид.